# Municipalitatea Samothraki
Municipalitatea Samothraki este o municipalitate din regiunea Macedoniei de Est și Tracia care a fost înființată în 2011 cu Programul „Kallikratis”. Suprafața municipalității este de 178 kmp  iar populația sa permanentă este de 2.596 de locuitori conform recensământului din 2021.  Acoperă întreaga insulă Samothraki iar sediul său este localitatea Samothraki.

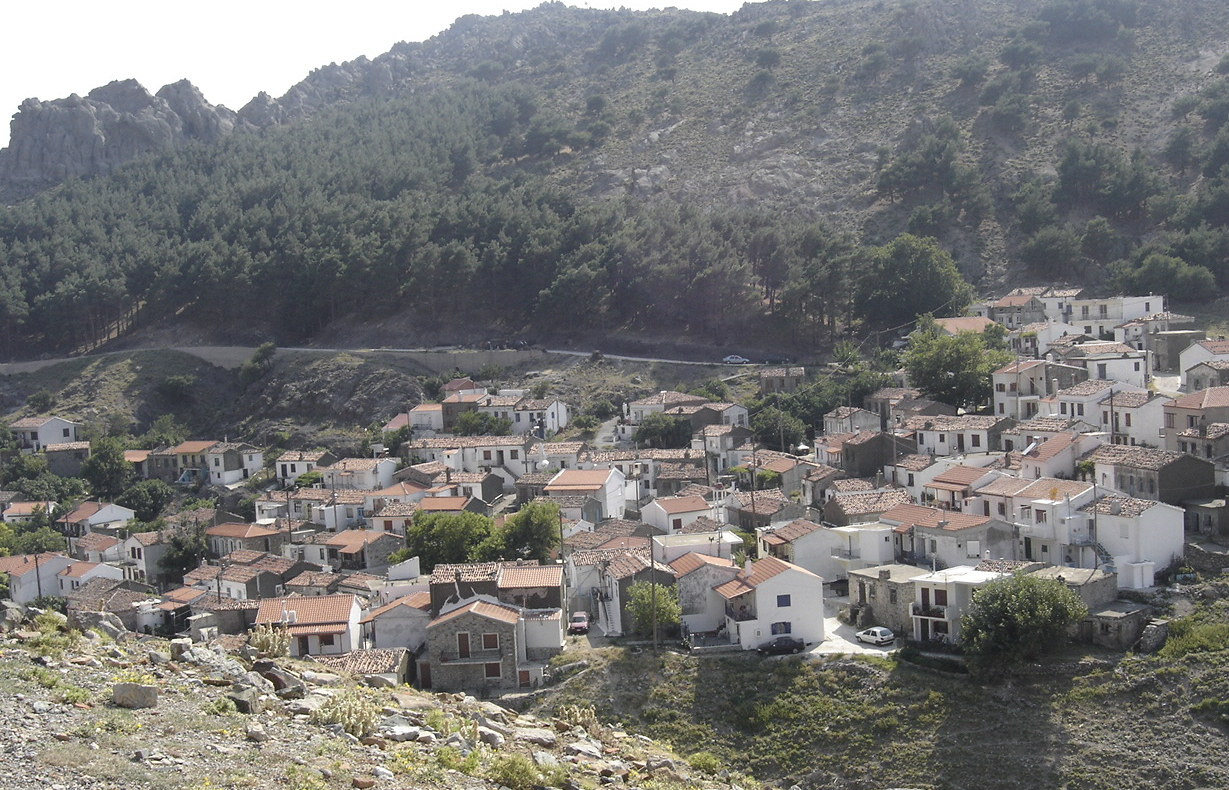
Samothraki

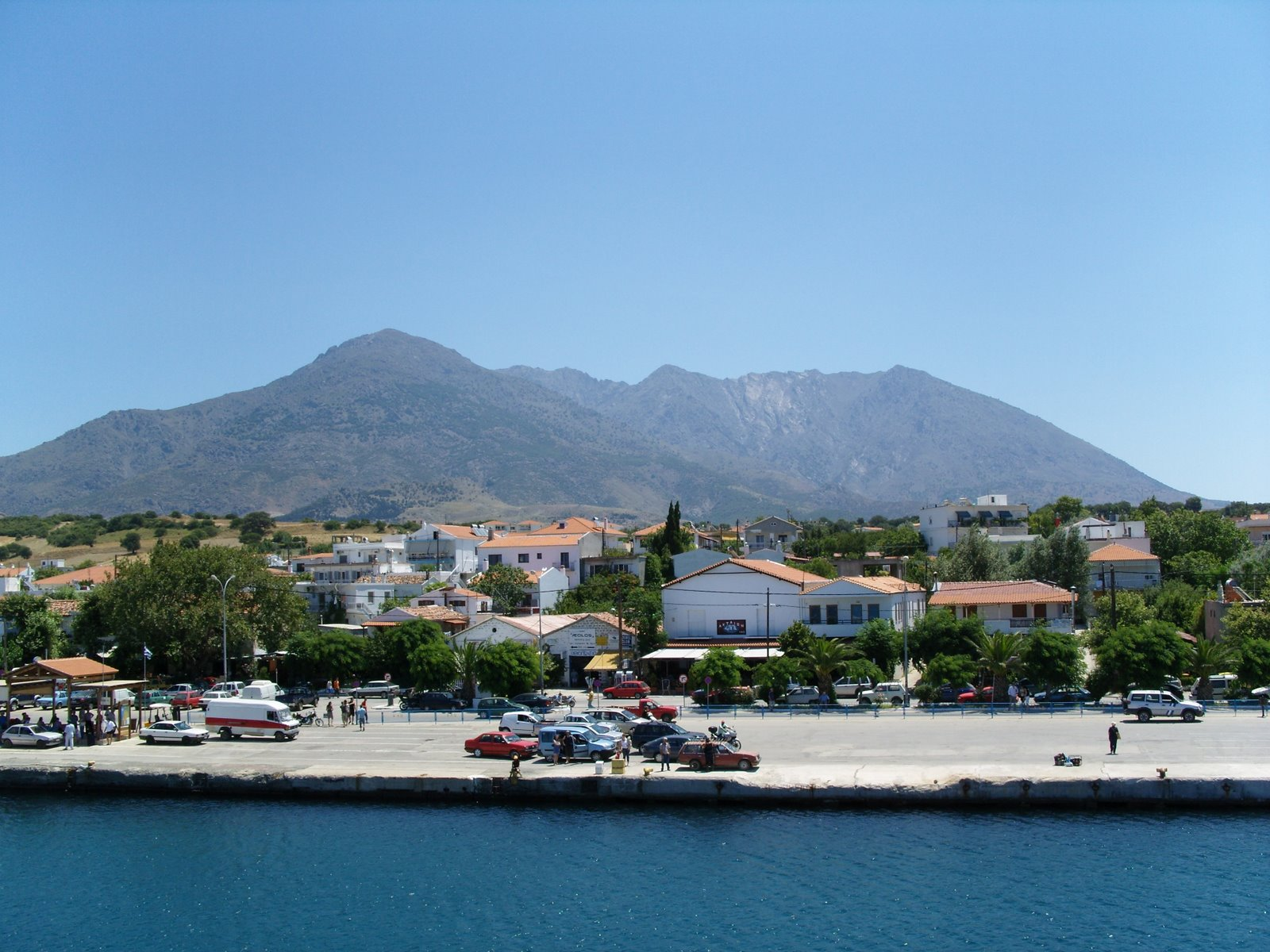
Kamariotissa

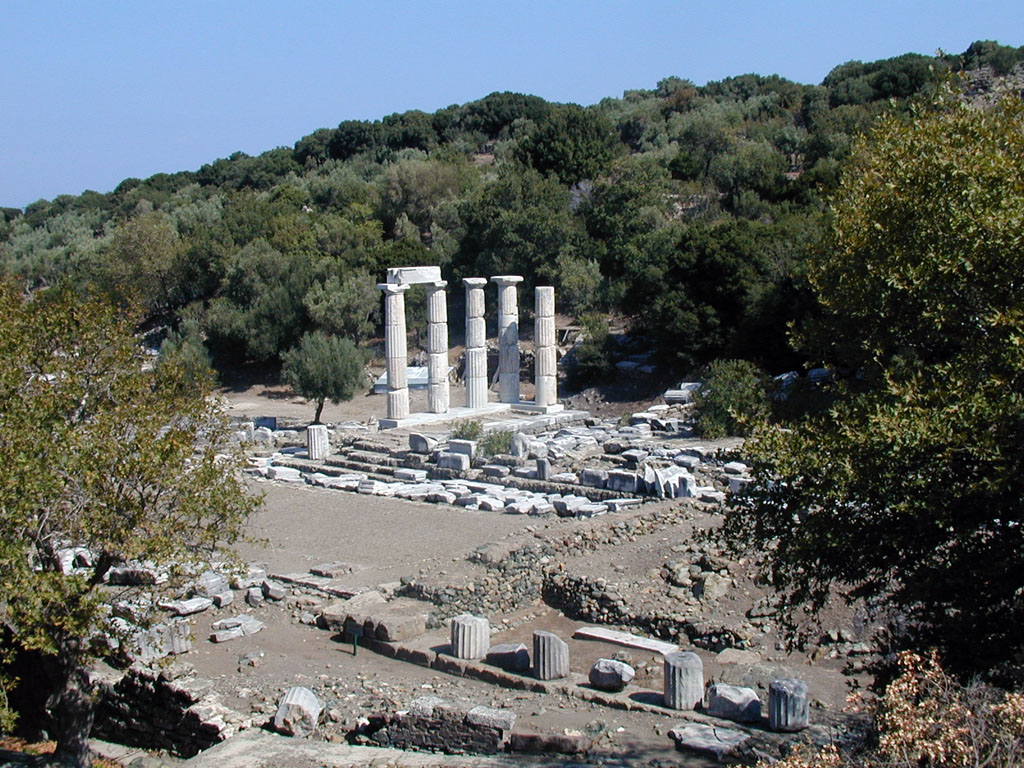
Sanctuarul Marilor Zei din Samothraki